# IHF-Pokal der Frauen 1985/86
Der IHF-Pokal der Frauen 1985/86 war die fünfte Spielzeit des von der Internationalen Handballföderation (IHF) organisierten Wettbewerbs, an dem 15 Mannschaften teilnahmen. Im Finale setzte sich der SC Leipzig gegen den ungarischen Vertreter Debreceni MVSC durch.

## Wettbewerb

### Achtelfinale
|                           | Gesamt |                       | Hinspiel | Rückspiel |
| ------------------------- | ------ | --------------------- | -------- | --------- |
| Bordeaux EC               | 37:64  | Gjerpen IF            | 22:28    | 15:36     |
| DHC Neerpelt              | 19:78  | Debreceni MVSC        | 08:34    | 11:44     |
| WAT Fünfhaus Wien         | 60:45  | Altınordu Izmir       | 36:21    | 24:24     |
| CB Hernani                | 27:48  | Tyresö HF             | 14:27    | 13:21     |
| Esteblock Ferrara         | 26:77  | Družstevník Topoľníky | 12:33    | 14:44     |
| CS Oltchim Râmnicu Vâlcea | 46:46  | TV Lützellinden       | 28:22    | 18:24     |
| SC Leipzig                |        | Freilos               |          |           |
| RK Lokomotiva Zagreb      | 44:48  | VIF Georgi Dimitrov   | 29:20    | 15:28     |

### Viertelfinale
|                       | Gesamt |                     | Hinspiel | Rückspiel |
| --------------------- | ------ | ------------------- | -------- | --------- |
| Gjerpen IF            | 50:54  | Debreceni MVSC      | 26:25    | 24:29     |
| WAT Fünfhaus Wien     | 27:45  | Tyresö HF           | 11:21    | 16:24     |
| Družstevník Topoľníky | 44:43  | TV Lützellinden     | 23:24    | 21:19     |
| SC Leipzig            | 38:35  | VIF Georgi Dimitrov | 22:12    | 16:23     |

### Halbfinale
|                       | Gesamt |            | Hinspiel | Rückspiel |
| --------------------- | ------ | ---------- | -------- | --------- |
| Debreceni MVSC        | 52:39  | Tyresö HF  | 27:19    | 25:20     |
| Družstevník Topoľníky | 32:37  | SC Leipzig | 19:16    | 13:21     |

### Finale
|                | Gesamt |            | Hinspiel     | Rückspiel    |
| -------------- | ------ | ---------- | ------------ | ------------ |
| Debreceni MVSC | 37:41  | SC Leipzig | 22:16 (12:7) | 15:25 (9:12) |

Hinspiel
| Debreceni MVSC | SC Leipzig |
| --- | --- |
| Hinspiel am Samstag, 26. April 1986 in Debrecen Zuschauer: 2 500 Schiedsrichter: Ryszard Helemejko/Zdzisław Jeziorny (Polen) | |
| Ildikó Tóth, Erika Pusztainé Kalocsai – Katalin Szilágyi (3), Ilona Törökné Nagy (1), Zsuzsa Nagy (4), Rózsa Rádinné Tóth (2), Ilona Kádárné Eperjesi (5/1), Éva Szarvas (1), Jolán Bojtor (6/2), Judit Hüse – Trainer: Ákos Komáromi | Andrea Stolletz, Renate Zschau – Kerstin Knüpfer (2), Kerstin Nindel (5/2), Ute Quednau, Ute Teuschel (3), Angela Werner (2/1), Heike Hadlich (2), Sybille Gruner, Ulrike Kleiner (2), Cordelia Kühn – Trainer: Klaus Franke |
| Siebenmeter: 5 Versuche (3 verwandelt) Strafminuten: 6 | Siebenmeter: 4 Versuche (3 verwandelt) Strafminuten: 18 |
| Spielverlauf: 6:6, 9:7, 12:7, 15:7 – 22:16 | |

Rückspiel
| SC Leipzig | Debreceni MVSC |
| --- | --- |
| Rückspiel am Sonntag, 4. Mai 1986 in der Sporthalle Brüderstraße, Leipzig Zuschauer: 800 Schiedsrichter: Vitols/Kyzul (UdSSR)                                                                                                | |
| Andrea Stolletz, Renate Zschau – Kerstin Knüpfer (1), Kerstin Nindel (2/1), Cordelia Kühn, Ute Quednau, Ute Teuschel (3), Ulrike Kleiner, Angela Werner (8), Heike Hadlich (4), Sybille Gruner (7/2) – Trainer: Klaus Franke | Ildikó Tóth, Erika Pusztainé Kalocsai – Ilona Törökné Nagy (3), Zsuzsa Nagy (1), Éva Szarvas, Katalin Szilágyi (1), Rózsa Rádinné Tóth (2), Ilona Kádárné Eperjesi (1), Jolán Bojtor (6/6), Judit Hüse (1) – Trainer: Akos Komaromi |
| Siebenmeter: 3 Versuche (3 verwandelt) Strafminuten: 10 Disqualifikation: Kerstin Knüpfer (42.) | Siebenmeter: 7 Versuche (6 verwandelt) Strafminuten: 10 |
| Spielverlauf: 0:1, 2:4, 4:6, 9:6, 12:9 – 19:10, 25:15 | |